# Kernenergiecentrale Takahama
Kernenergiecentrale Takahama (Japans: 高浜原子力発電所, Takahama hatsudensho) is een kerncentrale in Takahama in de prefectuur Fukui in Japan. De centrale beschikt over vier drukwaterreactoren en kan een elektrisch vermogen van 3304 MW produceren.
Fugen ·
Fukushima I ·
Fukushima II ·
Genkai ·
Hamaoka ·
Higashidōri ·
Ikata ·
JPDR ·
Kashiwazaki-Kariwa ·
Mihama ·
Monju ·
Oi ·
Oma ·
Onagawa ·
Sendai ·
Shika ·
Shimane ·
Takahama ·
Tokai ·
Tomari ·
Tsuruga